# Voyage au bout de l'enfer
Pour l’article homonyme, voir Voyage au bout de l'enfer (série télévisée).
Pour plus de détails, voir Fiche technique et Distribution.
Voyage au bout de l'enfer (The Deer Hunter) est un film américano-britannique réalisé par Michael Cimino, sorti en 1978.
Il met en vedette les acteurs Robert De Niro, John Cazale (dont c'est le dernier film), John Savage, Meryl Streep et Christopher Walken (dont il s'agit du premier rôle important). Le film raconte l'amitié de trois ouvriers américains mobilisés et partis comme soldats combattre au Viêt Nam et qui en resteront marqués par des séquelles physiques ou psychologiques.
Premier film américain traitant de la guerre du Viêt Nam, de son traumatisme et des impacts psychologiques qu'elle a engendrés, Voyage au bout de l'enfer, adopte un point de vue critique sur cette guerre, et a été l'objet de controverses, notamment à cause des scènes de roulette russe, car aucun cas n’aurait été attesté dans ce contexte. Mais « voilà comment Cimino concentre la guerre du Viêt Nam en une allégorie explosive qui renferme l’horreur, le hasard, la folie, l’instinct de survie ».
Cela n'a pas empêché le film d'obtenir un accueil favorable des critiques et un succès public. Le film remporte cinq Oscars dont celui du meilleur acteur dans un second rôle pour Christopher Walken et ceux de meilleur film et du meilleur réalisateur pour Michael Cimino.
En 1996, le film est sélectionné par le National Film Registry pour être conservé à la bibliothèque du Congrès des États-Unis pour son « importance culturelle, historique ou esthétique ». En 2007, il est classé à la 53e place de la liste du Top 100 de l'American Film Institute.

## Synopsis
En 1968, trois ouvriers sidérurgistes de Clairton, petite ville industrielle de Pennsylvanie, mobilisés dans la guerre du Viêt Nam, vont être marqués par l'atrocité de la guerre, que ce soit physiquement ou psychologiquement.
Michael, Nick et Steven, ouvriers américains d'origine slave, travaillent à l'aciérie locale, en compagnie de deux autres amis, Stan et Axel. Ils effectuent un travail dangereux et pénible, exposés à la fournaise de l'acier en fusion à longueur de journée, et finissent leurs journées dans un bar tenu par John, un ami des ouvriers (le "Lemko Hall"). Durant leur temps libre, ils vont chasser le cerf dans les montagnes.
Steven se marie avec Angela, qu'il aime et dont il dit qu'elle l'aime, bien que la grossesse de celle-ci ne soit pas de son fait. Un banquet fête le mariage et le départ des trois amis au Viêt Nam. Après le banquet, Steven confie à Nick son secret et ses angoisses concernant l'enfant d'Angela et l'avenir qui l'attend. Pendant la nuit de noces des jeunes mariés, les quatre autres amis, accompagnés de John, vont chasser le cerf. C'est dès cette occasion de détente que se dessine le caractère de Mike, dur et têtu, dispositions qui sauveront ultérieurement sa vie et celles de ses amis. Quelques jours après la cérémonie, Michael et Nick partent, séparément, pour le Viêt Nam.
Deux ans plus tard, Steven le marié, Mike et Nick se retrouvent dans la jungle dans le bourbier qu'est devenue cette guerre. Ils sont capturés par les combattants vietnamiens ennemis qui les emprisonnent entre les pilotis cerclés de barbelés d'une baraque en bambous, sur une rivière boueuse. Dans une cabane, les geôliers forcent leurs prisonniers à s'affronter à la roulette russe, sur lesquels ils parient de l'argent : deux joueurs, un revolver avec une balle dans le barillet, des paris. L'un vit, l'autre meurt. Steven craque le premier. Il échappe de justesse à la balle fatale en détournant le canon de sa tempe : on l'envoie dans un trou à rats recouvert de barreaux d'où seuls émergent son visage et ses mains.
Mike et Nick jouent l'un contre l'autre dans un duel et parviennent à abattre leurs geôliers et à s'enfuir après avoir libéré Steven. Tous les trois se laissent dériver, blessés, accrochés à un arbre mort flottant dans la rivière. Un hélicoptère américain survient, les repère et tente de les secourir : les trois hommes, en s'aidant mutuellement, s'accrochent à un pont de singe pour tenter d'embarquer plus facilement dans l'appareil en vol stationnaire. Nick est saisi par l'équipage mais les deux autres retombent dans l'eau, dix mètres plus bas. Steven, dans sa chute, se brise les deux jambes sur des rochers en contrebas. Au sortir de la rivière, Mike le porte sur son dos puis le remet à des soldats sud-vietnamiens rencontrés sur une route envahie par une population civile en exode.
Nick est hospitalisé dans un service psychiatrique mais tombe sous la coupe d'un trafiquant, Julien, dans un tripot à Saïgon où des parieurs misent très gros sur des jeux macabres de roulette russe. Mike est là aussi mais il ne parvient pas à rejoindre Nick qui déserte après avoir fait sensation en interrompant une partie et en emportant une importante somme d'argent dans le tripot.
De retour à Clairton, Mike, hanté par ses souvenirs, ne parvient pas à réintégrer sa bande d'amis, malgré la présence affectueuse de Linda, la petite amie de Nick avant leur départ, qu'il aime. Il apprend que Steven est revenu du Viêt Nam, convalescent dans un hôpital. Mike obtient d'une Angela mutique un numéro de téléphone griffonné sur un bout de papier pour joindre son ami : ce dernier, amputé des deux jambes, joue au bingo sur son fauteuil roulant. Il montre à Mike des liasses de billets qui lui arrivent de Saïgon, sans qu'il comprenne d'où et de qui cet argent provient.
Mike comprend que Nick a trouvé dans les paris de la roulette russe un moyen fou d'aider Steven, devenu incapable de subvenir aux besoins de sa femme et de son enfant. Il repart pour Saïgon, ville qui est sur le point de chuter, et où avec l'aide récalcitrante de Julien, il retrouve Nick, drogué, qu'il tente de soustraire à la roulette russe. Mais Nick préfère continuer son sinistre jeu et finit par se tirer une balle dans la tête.
Comme il le lui avait promis, Mike ramène bien Nick au pays mais dans un cercueil. Nick est enterré au pays, dans le cimetière de Clairton. Steven, sorti de l'hôpital, tente de reprendre la vie commune avec Angela et « son » fils. Après les obsèques de Nick, les deux survivants et leurs amis portent un toast à la mémoire du défunt en chantant God Bless America.

## Fiche technique
- Titre original : The Deer Hunter (littéralement « Le chasseur de cerf »)
- Titre français : Voyage au bout de l'enfer
- Réalisation : Michael Cimino
- Scénario : Deric Washburn, d'après une histoire de Louis Garfinkle, Michael Cimino, Quinn Redeker et Deric Washburn
- Musique : Stanley Myers
- Directeur de la photographie : Vilmos Zsigmond
- Montage : Peter Zinner
- Maquillage : Dick Smith
- Distribution des rôles : Cis Corman (en)
- Direction artistique : Ron Hobbs et Kim Swados
- Production : Michael Cimino, Michael Deeley, John Peverall et Barry Spikings

Producteurs associés : Joann Carelli et Marion Rosenberg
- Sociétés de production : EMI Films et Universal Pictures
- Distribution : Universal Pictures (États-Unis), EMI Films Ltd. (Royaume-Uni), Les Artistes Associés (France), Titanus (Italie)
- Budget : 15 millions de dollars
- Format : couleur - 2.35:1 ; 2.20:1 (copies 70 mm) - tourné en CinemaScope 35 mm et en 70 mm (scènes d'explosion)
- Pays d'origine :  États-Unis et  Royaume-Uni
- Langues originales : anglais, russe, vietnamien, français
- Genre : drame, guerre
- Durée : 182 minutes
- Dates de sortie[2] :
  - États-Unis : 8 décembre 1978 (première à Los Angeles), 15 décembre 1978 (première à New York), 23 février 1979 (sortie nationale)
  - Royaume-Uni : 27 février 1979
  - France : 7 mars 1979, 1er juin 2005 (ressortie en salles)

- Restrictions :
  - France : Classification CNC : interdit aux moins de 13 ans avec avertissement[note 1] (désormais interdit aux moins de 12 ans dans la nouvelle nomenclature issue du décret du 23 février 1990), art et essai (visa d'exploitation no 49995 délivré le 2 avril 1979)[3]
  - États-Unis : R - Restricted[4]
  - Royaume-Uni : Classé X lors de sa sortie en salles, puis interdit aux moins de 18 ans en 1987[4]
- Affiche : Jouineau Bourduge (France)

## Distribution
- Robert De Niro (VF : Michel Creton) : Michael Vronsky, dit « Mike »
- John Cazale (VF : Patrick Préjean) : Stan, dit « Stosh »
- John Savage (VF : Bernard Murat) : Steven Pushkov, dit « Steve »
- Meryl Streep (VF : Marion Loran) : Linda
- Christopher Walken (VF : Pierre Arditi) : Nickanor Chevotarevitch, dit « Nick »
- George Dzundza (VF : Jacques Dynam) : John Welch
- Chuck Aspegren (VF : Jacques Richard) : Peter Axelrod, dit « Axel »
- Shirley Stoler : la mère de Steven
- Rutanya Alda : Angela Ludhjduravic-Pushkov
- Pierre Segui : Julien Grinda
- Richard Kuss (VF : Pierre Garin) : le père de Linda
- Mady Kaplan : la fille d'Axel
- Amy Wright : la demoiselle d'honneur
- Mary Ann Haenel : la fille de Stan
- Joe Grifasi : le chef d'orchestre

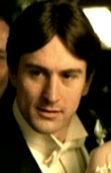
Robert De Niro en 1976 dans Novecento.
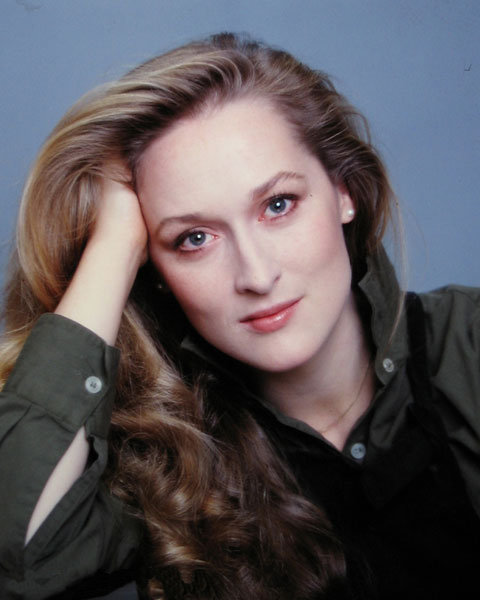
Meryl Streep en 1976.
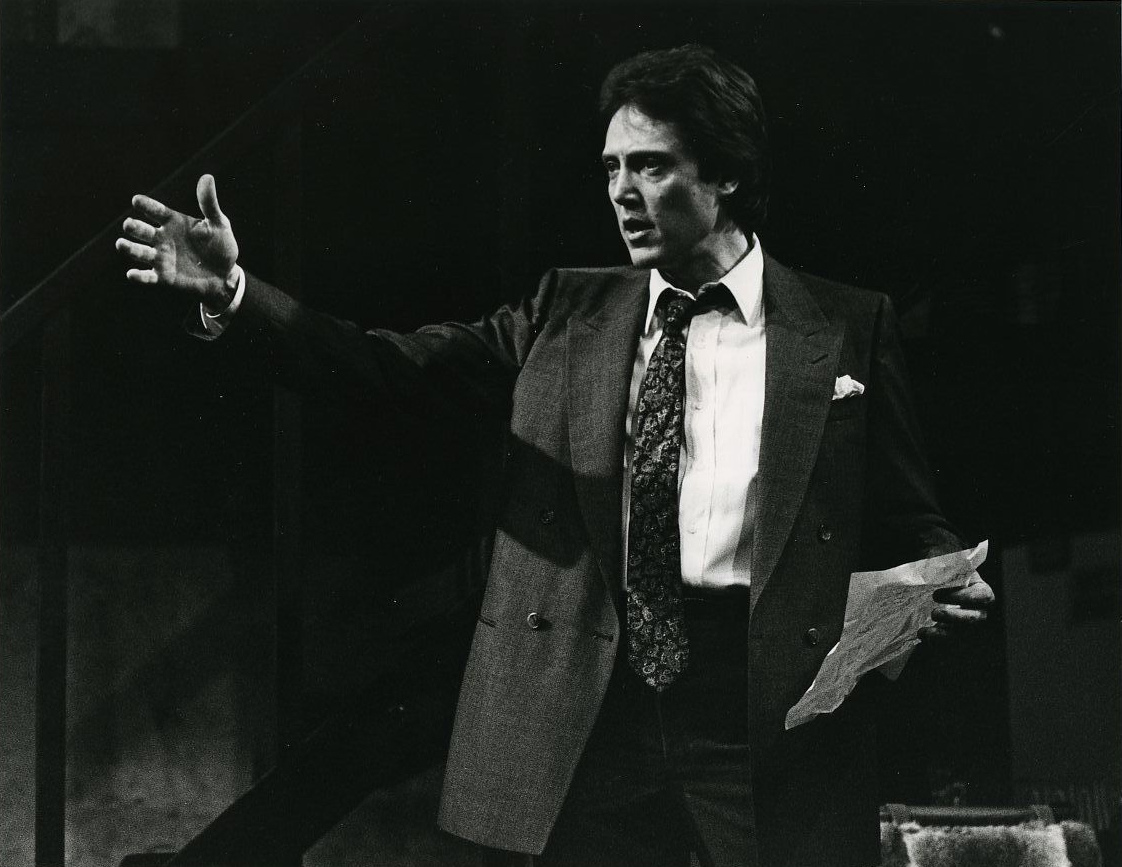
Christopher Walken au théâtre en 1984.
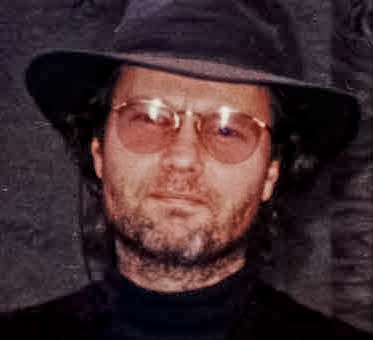
John Savage.

Source et légende : version française (VF) sur AlloDoublage

## Production
Il y a eu un débat important, controversé, notamment avec les récits contradictoires sur la manière dont Voyage au bout de l'enfer fut développé. Le réalisateur et scénariste Michael Cimino, le scénariste Deric Washburn, les producteurs Barry Spikings et Michael Deeley ont tenu à donner des versions différentes.

### Développement
En 1968, le label musical EMI fonde la société EMI Films (en), dirigée par les producteurs Barry Spikings et Michael Deeley. Deeley a acheté un script appelé The Man Who Came to Play (littéralement « l'homme qui était venu pour jouer »), écrit par Louis Garfinkle et Quinn K. Redeker pour 19 000 dollars. Le script initial parlait de personnes qui vont à Las Vegas pour jouer à la roulette russe. Deeley était frappé par le scénario qu'il trouvait « brillant, mais n'était pas complet ». L'astuce était de trouver un moyen de le transformer en un film réalisable.
Le film étant prévu pour le milieu des années 1970, la guerre du Viêt Nam est encore un sujet tabou pour les majors du cinéma. Selon Deeley, la réponse standard était qu'« aucun Américain ne veut voir un film sur le Viêt Nam. »
Après avoir consulté divers agents d'Hollywood, Deeley a trouvé Michael Cimino, représenté par Stan Kamen de la William Morris Agency. Le producteur était impressionné par le travail de Cimino, dans la publicité et avec Le Canardeur,, son premier film en tant que réalisateur. Cimino lui-même était confiant qu'il pourrait développer davantage les personnages principaux du script initial sans en perdre l'essentiel.
Après son embauche, Cimino fut appelé à une réunion avec Garfinkle et Redeker dans les bureaux d'EMI. Selon Deeley, Cimino s'est interrogé sur la nécessité de la roulette russe dans le script. Au fil des rencontres, Cimino et Deeley ont discuté du travail nécessaire sur le script. Cimino croyait pouvoir développer les histoires des personnages principaux dans les vingt minutes de film.

### Scénario
Cimino a travaillé pendant six semaines avec Deric Washburn sur le script. Cimino et Washburn avaient déjà collaboré avec Steven Bochco sur le scénario de Silent Running. Selon Spikings, Cimino a dit qu'il voulait travailler à nouveau avec Washburn. Selon le producteur Deeley, il a seulement entendu des rumeurs de bureau qui disait que Washburn a été contacté par Cimino pour travailler sur le script.
Le film comporte, entre autres, une séquence d'anthologie particulièrement marquante, lorsque les tortionnaires imposent aux prisonniers de jouer à la roulette russe. Dans le script original, c'est Nick (Christopher Walken) qui revenait aux États-Unis et Mike (Robert De Niro) qui restait au Viêt Nam, accroché au jeu de roulette russe.

### Choix des interprètes
Roy Scheider devait à l'origine jouer le rôle de Michael, avant qu'il ne soit confié à Robert De Niro. Sur ce film, De Niro ne dérogea pas à sa réputation de perfectionniste et travailla dans une usine de sidérurgie pour se préparer à son rôle. Chuck Aspegren n'était pas acteur quand il a été choisi pour jouer dans le film. Robert De Niro et Michael Cimino l'avaient connu en pré-production quand ils avaient visité une aciérie où il était chef de chantier. Ils ont été tellement impressionnés par son jeu qu'ils lui ont offert le rôle d'Axel.
Voyage au bout de l'enfer lance la carrière d'une toute nouvelle génération d'acteurs : Meryl Streep, Christopher Walken et John Savage.

### Tournage
Le tournage du film a duré six mois, s'étalant sur tout l'été et l'automne 1977. Les scènes vietnamiennes ont été tournées en Thaïlande. La rivière vue dans le film est la rivière Kwaï. Les scènes se déroulant en Pennsylvanie ont été tournées en réalité dans l'Ohio, à Mingo Junction. Les scènes de chasse ont été tournées dans le parc national des North Cascades.
La scène où John Savage crie : « Il y a des rats là-dedans ! » s'adressait en réalité à Michael Cimino. Savage voulait qu'on le tire de l'eau où on l'avait mis car il y avait effectivement des rats dans la rivière. Cimino a décidé de garder la scène pour le film. Les gifles données pendant la scène de roulette russe par les geôliers vietnamiens sont authentiques. Les acteurs agressés étaient très stressés et on peut s'en apercevoir quand on regarde le film. Robert De Niro et John Savage firent leurs propres cascades dans la scène où ils tombent de l'hélicoptère dans la rivière. Cimino a convaincu Christopher Walken de cracher à la figure de Robert De Niro, sans que celui-ci ne soit prévenu, dans la scène de roulette russe à Saïgon. Lorsqu'il l'a fait, la surprise de De Niro était véritable et il a menacé de quitter le plateau de tournage. Pour sa dernière séquence, Walken a suivi un régime constitué de riz et de bananes pour obtenir un véritable teint blafard, maigrissant un peu au passage.
Le tournage a connu un problème, dû à la maladie de John Cazale ; en effet, celui-ci développait un cancer avant le tournage et, de ce fait, les scènes où il apparaît ont été tournées en premier. Meryl Streep, compagne de Cazale à l'époque, accepta de tourner dans le film pour être à ses côtés en incarnant un rôle secondaire, qui sera son premier grand rôle au cinéma. Dans le scénario, le rôle de l'actrice était secondaire. Mais, pour donner plus d'importance au personnage de Linda, elle fut chargée d'écrire ses répliques. Quand les studios apprirent la maladie de Cazale, ils décidèrent de le remplacer. Streep menaça de quitter le film s'ils renvoyaient son compagnon. Finalement, Cazale termina le film qui sera son dernier, car il mourut peu de temps avant la sortie en salles.
Il fallut cinq jours de tournage pour réaliser la scène du mariage. Un véritable prêtre avait été engagé. L'église utilisée est l'église orthodoxe russe de Cleveland. Le bar où les ouvriers vont se désaltérer après leur journée de travail a été construit dans un magasin vide de Mingo Junction dans l'Ohio et a coûté 25 000 $. Plus tard, il est devenu un véritable bar fréquenté par les travailleurs locaux.

## Musique
Le thème musical et les chansons jouent un rôle important dans ce film :
- le thème musical principal est la Cavatine de Stanley Myers, qui porte aussi le titre She Was Beautiful (« elle était belle »), joué à la guitare par John Williams. C'est un morceau de musique mélancolique qui rappelle la vie tranquille et languissante de Clairton ;
- un thème musical secondaire est la chanson Can't Take My Eyes Off You (« je ne peux détourner mes yeux de toi ») chantée par Frankie Valli, qui fut un succès en 1967 et que l'on peut entendre à plusieurs reprises dans le film, et qui deviendra un tube disco ;
- au moment de la cérémonie de mariage et de la fête qui suit, on peut entendre des chants russes orthodoxes comme Slava v vychnih Bogou (en russe : Слава в вышних Богу, Gloire à Dieu) et des chansons du folklore russe comme Korobouchka et Katioucha ;
- avant le départ des trois personnages au Viêt Nam, John joue au piano le début du Nocturne Op. 15 no 3 de Chopin.

## Accueil

### Critique
Lors de la présentation de Voyage au bout de l'enfer à la Berlinale 1979, le film, d'après L'Express, est hué par une partie de la salle et provoque la colère des représentants de l'URSS, de quatre pays d'Europe de l'Est et de Cuba, qui quittent le festival pour dénoncer « l'insulte faite au peuple vietnamien »,. Au sein du jury, l'actrice britannique Julie Christie proteste également devant la manière dont est présenté « un petit peuple » victime de l'agression américaine. Christopher Walken est le seul membre de l'équipe assez courageux pour venir défendre le film dans le festival, Michael Cimino s'étant enfermé dans sa chambre d'hôtel, trop angoissé à l'idée d'affronter les critiques.[réf. souhaitée]
Aux États-Unis, l'acteur John Wayne, qui réalisa et interpréta dix ans plus tôt le film Les Bérets verts, salua Voyage au bout de l'enfer comme un hommage aux GI.[réf. souhaitée]
En France, la critique de gauche reprocha au film, à sa sortie, l'approche partiale de la guerre où les Vietnamiens sont perçus comme des barbares et les Américains, comme des victimes. Pour Le Matin de Paris, le critique regrette qu'en trois heures de film, la contestation américaine de cette guerre ne soit jamais évoquée[réf. souhaitée]. Jean de Baroncelli dans Le Monde, y voit l'histoire de la guerre du Vietnam vécue comme un drame national américain qui frappe par son ampleur et son intensité. Le propos de Michael Cimino est de « révéler un désarroi, une lassitude, une honte secrète, qui auront sans doute inexorablement marqué la fin du rêve américain ». Il décrit le film comme « aussi lyrique que réaliste, avec des images-chocs virtuoses, voici une fresque inoubliable de la "sale guerre" du Vietnam. ».
Trois années seulement après le retrait des troupes américaines du Vietnam, la sortie de Voyage au bout de l'enfer bouleverse les États-Unis, profilant la reconnaissance d'une tragédie nationale, sans remettre en cause l'attachement patriotique. Cette petite communauté ouvrière représentée dans le film, descendants d'émigrés orthodoxes d'Europe de l'Est, entonne God Bless America à la fin du film.

### Box-office
Voyage au bout de l'enfer a rencontré un succès au box-office avec 48,9 millions de dollars de recettes sur le territoire américain, se classant neuvième meilleure recette de l'année 1978.
Avec un total de 1,9 million d'entrées en France, le film obtint le second plus gros succès commercial des années 1970 de Robert De Niro en France, derrière Taxi Driver.

### Hommages
- Le film est classé 53e du Top 100 de l'American Film Institute.
- En 1996, il est inscrit au National Film Registry de la Bibliothèque du Congrès américain pour conservation, en raison de son « importance culturelle, historique ou esthétique ».

## Récompenses et distinctions
- Oscars du cinéma 1979
  - Récompensé - Oscar du meilleur film
  - Récompensé - Oscar du meilleur réalisateur pour Michael Cimino
  - Récompensé - Oscar du meilleur acteur dans un second rôle pour Christopher Walken
  - Récompensé - Oscar du meilleur montage pour Peter Zinner
  - Récompensé - Oscar du meilleur son pour Richard Portman, William L. McCaughey, Aaron Rochin et C. Darin Knight
  - Nommé - Oscar du meilleur acteur pour Robert De Niro
  - Nommée - Oscar de la meilleure actrice dans un second rôle pour Meryl Streep
  - Nommé - Oscar de la meilleure photographie pour Vilmos Zsigmond
  - Nommé - Oscar du meilleur scénario original pour Deric Washburn, Michael Cimino, Louis Garfinkle et Quinn K. Redeker
- American Cinema Editors 1979
  - Récompensé - Eddie du meilleur montage pour Peter Zinner
- American Movie Awards 1980
  - Récompensé - Marquee du meilleur réalisateur pour Michael Cimino
  - Récompensée - Marquee de la meilleure actrice dans un second rôle pour Meryl Streep
  - Nommé - Marquee du meilleur acteur pour Robert De Niro
  - Nommé - Marquee du meilleur film
- Awards of the Japanese Academy 1980
  - Récompensé - Awards of the Japanese Academy du meilleur film étranger
- BAFTA Awards 1980
  - Récompensé - British Academy Film Award de la meilleure photographie pour Vilmos Zsigmond
  - Récompensé - British Academy Film Award du meilleur montage pour Peter Zinner
  - Nommé - British Academy Film Award du meilleur acteur dans un rôle principal pour Robert De Niro
  - Nommée - British Academy Film Award de la meilleure actrice dans un rôle principal pour Meryl Streep
  - Nommé - British Academy Film Award du meilleur réalisateur pour Michael Cimino
  - Nommé - British Academy Film Award du meilleur film
  - Nommé - British Academy Film Award du meilleur scénario pour Deric Washburn
  - Nommé - British Academy Film Award du meilleur son pour C. Darin Knight, James J. Klinger et Richard Portman
  - Nommé - British Academy Film Award du meilleur acteur dans un rôle secondaire pour Christopher Walken
- Blue Ribbon Awards 1980
  - Récompensé - Blue Ribbon Award du meilleur réalisateur pour Michael Cimino
- Directors Guild of America Award 1979
  - Récompensé - DGA Award du réalisateur du meilleur film de l'année pour Michael Cimino
- Golden Globes 1979
  - Récompensé - Golden Globe du meilleur réalisateur pour Michael Cimino
  - Nommé - Golden Globe du meilleur film dramatique
  - Nommé - Golden Globe du meilleur acteur dans un film dramatique pour Robert De Niro
  - Nommé - Golden Globe du meilleur acteur dans un second rôle pour Christopher Walken
  - Nommée - Golden Globe de la meilleure actrice dans un second rôle pour Meryl Streep
  - Nommé - Golden Globe du meilleur scénario pour Deric Washburn
- Hochi Film Awards 1979
  - Récompensé - Hochi Film Award du meilleur film étranger
- Kinema Junpo Awards 1980
  - Récompensé - Readers' Choice Award du meilleur réalisateur d'un film étranger pour Michael Cimino
- Los Angeles Film Critics Association Awards 1978
  - Récompensé - LAFCA Award du meilleur réalisateur pour Michael Cimino
- National Film Preservation Board 1996
  - National Film Registry pour importance culturelle, historique ou esthétique
- New York Film Critics Circle Awards 1978
  - Récompensé - NYFCC Award du meilleur film
  - Récompensé - NYFCC Award du meilleur acteur dans un second rôle pour Christopher Walken
- National Society of Film Critics Awards 1979
  - Récompensée - NSFC Award de la meilleure actrice dans un second rôle pour Meryl Streep
- Writers Guild of America 1979
  - Nommé - WGA Award du meilleur scénario pour un film dramatique pour Deric Washburn, Michael Cimino, Louis Garfinkle et Quinn K. Redeker

## Analyse
Ce film, généralement considéré comme un des plus marquants sur la guerre du Viêt Nam, s'intéresse moins aux scènes de guerre qu'à la psychologie des personnages et aux ravages produits par les traumatismes subis.
Ce deuxième film de Cimino est également le seul de sa filmographie qui a été reconnu dès sa sortie comme une incontestable réussite. Certains commentateurs y ont vu un « immense chef-d'œuvre » qui adopte l'angle de vue original d'une classe ouvrière américaine rarement filmée. Ce serait selon eux le seul film qui parvient à faire comprendre ce qu'a pu être la guerre du Viêt Nam sans l'expliquer de manière directe[réf. nécessaire].
Selon l'écrivain Franck Bart, Cimino revient lui-même sur le sujet controversé de son film « L’épisode de la roulette russe a réellement existé pendant la guerre du  Viêt Nam, bien que certains aient affirmé le contraire. (…) Sur le plan dramatique, cette séquence me permettait de suggérer l’attente qui est l’élément principal du vrai combat. C’est féroce, incroyablement démentiel et la mort peut arriver à tout moment. (…) Comment traduire cela à l’écran ? Je n’allais tout de même pas montrer quelqu’un qui attend pendant douze heures. La roulette russe me semblait être la meilleure façon de montrer la tension de la mort qui survient par hasard. »,,,.
Le titre original de Voyage au bout de l'enfer est The Deer Hunter, soit « le chasseur de cerf » (voire « le chasseur chéri » si on tient compte de l'assonance peut-être voulue par Cimino entre « deer » et « dear »). Le titre français est une référence directe au célèbre roman de Céline, Voyage au bout de la nuit.